# Cooper-par
Et Cooper-par eller BCS-par (Bardeen–Cooper–Schrieffer) er basalt set et sæt elektroner eller andre fermioner (partikler tilhørende masse-familien), som er bundet på en bestemt måde ved meget lave temperaturer. Partikler i et Cooper-par er grundlaget for en superleder.
| Fysik | Spire Denne artikel om fysik er en spire som bør udbygges. Du er velkommen til at hjælpe Wikipedia ved at udvide den. |